# L'arte di vivere in difesa
L'arte di vivere in difesa (The Art of Fielding) è il primo romanzo dello scrittore statunitense Chad Harbach, pubblicato negli Stati Uniti nel 2011 e in Italia nel 2012 per Rizzoli. Il libro ha ricevuto diverse entusiastiche recensioni sia in Italia sia in patria; The New York Times lo inserì nella classifica dei dieci libri da leggere nel 2011.

## Trama
Il romanzo è ambientato nell'immaginario Westish College, sul lago Michigan e si concentra sulle vicende di Henry Skrimshander, dotato interbase della squadra del college, gli Harpooners, e su quelle di alcuni suoi compagni. Il nome della squadra fa riferimento a Herman Melville, che si immagina aver tenuto uno storico discorso nel campus al termine della sua carriera; lo scrittore è spesso citato nel romanzo.
All'inizio della narrazione Henry Skrimshander è un diciassettenne del Dakota del Sud magro e basso ma con uno straordinario talento per il gioco del baseball, in particolare per il gioco difensivo, fan dello storico interbase Aparicio Rodriguez dei St. Louis Cardinals (il personaggio è una combinazione fittizia di Luis Aparicio e Ozzie Smith).
Dopo una partita viene avvicinato da Mike Schwartz, capitano sia della squadra di football americano che della squadra di baseball, che lo recluta per il Westish College e che passa di successivi tre anni ad allenarlo e prepararlo fisicamente. Al terzo anno, Henry inizia ad attrarre l'attenzione di numerosi talent scout della Major League Baseball.
Durante una normale partita Henry sbaglia un lancio, il primo dopo molti anni senza alcun errore, ferendo in modo piuttosto serio il suo amico Owen Dunne. Owen viene ricoverato e l'incidente distrugge la sicurezza di Henry al punto che, dopo poche partite, non è più in grado di giocare.
Nel romanzo vengono citati numerosi giocatori realmente esistenti che si sono rovinati la carriera dopo un'esperienza simile, quali Steve Blass, Mackey Sasser, Mark Wohlers, Chuck Knoblauch, Steve Sax e Rick Ankiel.
Oltre alle vicende di Henry, il romanzo approfondisce i personaggi di Mike Schwarz, che nello stesso momento viene rifiutato da tutti i Master of Laws della Ivy League alle quali aveva presentato richiesta di ammissione, Pella Affenlight, figlia del rettore dell'università scappata da un matrimonio sbagliato che le ha causato un disturbo depressivo, Owen Dunne e il rettore Guert Affenlight, che a sessant'anni si innamora di Owen scoprendosi omosessuale.

## Personaggi
Henry Skrimshanderragazzo del Sud Dakota, che fino a vent'anni non ha pensato ad altro che al baseball e al suo sogno di giocare nel St. Louis Cardinals. Dopo un errore apparentemente banale, incalzato dai compagni di squadra e dai talent scout, cade in depressione e non riesce più a giocare.
Mike Schwartzpovero e orfano di entrambi i genitori abbandona le scuole superiori, nonostante sia una promessa dal football americano. L'allenatore riesce a convincerlo a diplomarsi, dopodiché viene ammesso al Westish College, per il quale comanda sia la squadra di football che quella di baseball. È il mentore di Henry, al quale si dedica completamente; proprio mentre Henry entra in crisi, però, viene respinto ai Master of Laws ai quali aspirava e incontra Pella Affenlight, innamorandosi di lei.
Pella Affenlightragazza estremamente intelligente e precoce, figlia del rettore, non si diploma alle scuole superiori perché scappa con un insegnante di architettura. All'inizio della vicenda, fugge dal suo matrimonio e torna a Westish. Si fa assumere come lavapiatti alla mensa e studia per diplomarsi, seguendo anche alcuni corsi come uditrice.
Guert Affenlightnoto accademico, studioso di Herman Melville e di letteratura inglese del diciannovesimo secolo, il rettore di Westish ha anche fama di donnaiolo, finché si innamora, ricambiato, di un suo studente.
Owen Dunnericco, sofisticato e di buona famiglia, studente brillante e ottimo battitore, si innamora del rettore Guert Affenlight.
Ron Coxallenatore dei Westish College Harpooners.
Adam Starblind, Rick O'Shea, Demetrius Arschcompagni di squadra di Henry e Mike.

## Opere derivate
Il 2 maggio 2017 è stato annunciato un adattamento cinematografico del romanzo, che dovrebbe essere adattato da Tripper Clancy e diretto da Craig Johnson e co-prodotto da IMG e Mandalay Sports Media.